# Zbyněk Pánek
Zbyněk Pánek (* 4. září 1972 Vrchlabí) je bývalý český sdruženář, který závodil v letech 1989–1998.
Startoval na ZOH 1994, kde se v individuálním závode umístil na 32. místě. Společně s českým týmem dosáhl nejlepšího českého výsledku na těchto hrách, páté příčky v závodě družstev. Na juniorském světovém šampionátu 1991 zvítězil v závodě družstev.